# Sistema Constitucional Tributário
O Sistema Constitucional Tributário é um conjunto de disposições relacionadas na Constituição de um Estado, destinadas a regulamentar a atividade tributária deste. Tais disposições delineiam os instrumentos da tributação: impostos, taxas e contribuição de melhoria. 

## No Brasil
Desde a independência até 1934 a arrecadação tributária consistia, quase que exclusivamente, da renda das alfândegas e dos impostos de importação . Gradualmente, a partir de então, o Estado iniciou um redirecionamento para impostos internos, como vendas e consignações (tributos estaduais) e os impostos sobre indústrias e profissões e o imposto predial (municipais). Com a Constituição de 1946 houve criação de novos impostos e um sistema de transferências destinado a elevar a renda dos municípios.
Em 1966, enfim, com a lei 5.172/66 o Brasil finalmente sistematiza seu sistema tributário, com o surgimento do Código Tributário Nacional, que ainda permanece em vigor, regulando, junto com a Constituição atual a matéria tributária em solo brasileiro.

## Constituição de 1988
As matérias sistema tributário e finanças públicas dividem um título completo da Constituição Federal, mais precisamente o título VI. Entre os artigos 145 a 162 encontram-se disposições sobre o sistema tributário nacional, sendo o restante (artigos 163 a 169) reservado às finanças.
A primeira seção da matéria tributária dedica-se aos seus princípios gerais, dispondo, por exemplo, quais as modalidades de tributo, suas características, quais os destinatários dos tributos denominados e quais leis são adequadas para a criação dos mesmos.
A seguir, a Constituição designa as limitações do poder de tributar em seus vários aspectos (material, pessoal, etc.).
As três seções seguintes de matéria tributária na Constituição trazem a regulamentação da competência tributária da União, Estados, Distrito Federal e Municípios .
Finalmente, a última seção da Constituição designa a forma de repartição dos tributos arrecadados entre União, Estados, Distrito Federal e Municípios.

### Princípios
O Sistema Constitucional Tributário está sujeito a uma série de princípios constitucionais:
- Princípio da legalidade - significa que não pode ser exigido ou aumentado tributo sem que haja estipulação de lei. (Art.5°, II e Art.150, I da CF);
- Princípio da isonomia - todos os contribuintes são iguais perante o fisco. (Art.5° e Art.150, I da CF);
- Princípio da anterioridade - proíbe a União, os Estados e os Municípios de cobrar tributos no mesmo exercício de sua instituição (ou seja, os impostos só podem ser cobrados no ano seguinte de sua aprovação em lei). As exceções para esse princípio são o Imposto de Importação, o Imposto de Exportação, o IPI, o IOF e os impostos extraordinários (em caso de guerra). (Art. 150, III a, da CF);
- Princípio da irretroatividade - proíbe a lei de retroagir: ou seja, não podem ser exigidos tributos sobre fatos geradores ocorridos antes do início da vigência da lei que instituiu ou aumentou algum tributo. (Art.150, III a, da CF);
- Princípio da capacidade tributária - os impostos serão graduados conforme a capacidade econômica do contribuinte. (Art.145, §1º da CF);
- Princípio da uniformidade - os tributos instituídos pela União serão uniformes em todo o território nacional (Art.151, I da CF);
- Princípio da inconstitucionalidade - a lei tributária será inconstitucional quando prever pena de prisão civil contra os contribuintes faltosos. (Art. 5°, LXII da CF);
- Princípio de proteção fiscal - concessão de mandado de segurança para proteger direito líquido e certo do contribuinte. (Art. 5°, LXIX, da CF).

#### Princípio da irretroatividade
A regra é a aplicação da lei vigente ao momento da ocorrência do fato gerador. Mas nas hipóteses previstas no artigo 106 do CTN permite-se a aplicação retroativa, desde que nos mesmos contornos da retroatividade do Direito Penal. Isso implica dizer que no direito tributário, tal como no direito penal, apenas admite-se a retroatividade benigna. 
Nos termos do artigo 106 do CTN: A lei aplica-se a ato ou fato pretérito:
I - em qualquer caso, quando seja expressamente interpretativa, excluída a aplicação de penalidade à infração dos dispositivos interpretados;
II - tratando-se de ato não definitivamente julgado:
a) quando deixe de defini-lo como infração;
b) quando deixe de tratá-lo como contrário a qualquer exigência de ação ou omissão, desde que não tenha sido fraudulento e não tenha implicado em falta de pagamento de tributo;
c) quando lhe comine penalidade menos severa que a prevista na lei vigente ao tempo da sua prática.
A jurisprudência reconhece a aplicação retroativa tanto nas hipóteses do inciso I como nas hipóteses do inciso II senão vejamos:
“Ementa: .... Nos termos da legislação tributária (CTN, art. 106), a lei só pode ser aplicada a fato pretérito quando tiver natureza expressamente interpretativa, excluindo a aplicação de penalidades. ....” (TRF-5ª Região. AMS 93.05.15698-3/SE. Rel.: Juiz
Barros Dias (convocado). 2ª Turma. Decisão: 24 de fevereiro de 1994. DJ de 30 de maio de 1994, p. 27.508.)
“Ementa: .... I. Nosso sistema tributário adotou, parcialmente, o princípio da retroatividade benéfica, permitindo que a lei nova possa reger fatos geradores pretéritos, desde que se trate de ato não definitivamente julgado. É o que determina o art. 106, II,
do CTN. ....” (TRF-2ª Região. AC 2001.02.01.011566-3/RJ. Rel.: Des. Federal Julieta Lídia Lunz. 1ª Turma. Decisão: 23 de setembro de 2002. DJ de 20 de novembro de 2002, p. 109.)